# Der Kardinal
Der Kardinal ist der Titel eines 1963 gedrehten US-amerikanischen Filmdramas. Regie führte Otto Preminger, die fiktive Handlung ist nur sehr lose an den gleichnamigen Roman von Henry Morton Robinson angelehnt.

## Inhalt
Der Film zeigt den Werdegang und Aufstieg von Stephen Fermoyle, einem jungen Amerikaner einfacher Herkunft. Von seiner Berufung überzeugt, wird Fermoyle 1917 zum Priester geweiht. Fermoyle fühlt sich der katholischen Kirche so eng verbunden, dass sein Dogmatismus die Hochzeit seiner Schwester Mona mit einem Juden verhindert. Als Mona Jahre später während ihrer Schwangerschaft schwer erkrankt, entscheidet Stephen, dass das Leben des ungeborenen Kindes Vorrang hat: Mona stirbt unter Qualen. Von Gewissensbissen gepeinigt, lässt Stephen sein Priesteramt ruhen und arbeitet als Sprachlehrer in Wien. Hier verliebt er sich in die hübsche Studentin Annemarie. Aber Stephens Berufung zum Priesteramt erweist sich letztlich als stärker. Innerlich gereift tritt er in die Dienste des Vatikans, bis er 1938 in päpstlicher Mission nach Wien zurückkehrt. Stephen soll nationalsozialistischen Terror verhindern helfen. Aber die Politik erweist sich als viel mächtiger – und Stephen muss tatenlos zusehen, wie Annemarie von der Gestapo gefangen gehalten wird. 1939, knapp vor Ausbruch des Zweiten Weltkriegs, wird Stephen zum Kardinal erhoben.

## Kritiken
„Unterhaltsame Bestsellerverfilmung, die trotz vieler kirchenhistorischer Fakten die angesprochenen religiösen, gesellschaftlichen und politischen Fragen nie vertieft.“

„…ein unscharfes, aber rührseliges und mit viel Hollywoodglamour ausgestattetes Bild vom Werdegang eines amerikanischen Kardinals.“

„Sauber und ordentlich gemacht, jedoch ohne tieferen Wert, weil der Regisseur den sich aufdrängenden Problemen, die sich mit der von Christus gebotenen Menschlichkeit hätten befassen müssen, aus dem Wege gegangen ist. Ab 18 verständlich.“

## Auszeichnungen
- Der Film wurde 1964 für sechs Oscars nominiert, u. a. Otto Preminger als bester Regisseur.
- Der Film gewann einen Golden Globe, ebenso John Huston als bester Nebendarsteller; Tom Tryon, Romy Schneider und Otto Preminger wurden jeweils für einen Golden Globe nominiert.